# Boris Zaychuk
Boris Zaychuk  (né le 28 août 1947 au Kazakhstan) est un ancien athlète soviétique, spécialiste du lancer du marteau.

## Biographie
Le 9 juillet 1978, à Moscou, Boris Zaychuk devient le premier athlète à dépasser la limite des 80 m en établissant un nouveau record du monde du lancer du marteau avec 80,14 m. Il améliore de 84 cm l'ancienne meilleure marque mondiale détenue par l'Allemand Walter Schmidt depuis 1975. Ce record sera battu moins d'un mois plus tard, le 6 août 1978 par l'autre Allemand Karl-Hans Riehm avec 80,32 m.